# Þrídrangar fyr
Þrídrangar fyr (isländska: Þrídrangar) är en fyr på en hög basaltklippa 10 kilometer väster om Västmannaöarna i Island.
Ögruppen Þrídrangar består av tre klippor som kallas Stóridrangur, Þúfudrangur och Klofadrangur samt en fjärde utan namn. När fyren skulle byggas på Stóridrangur anlitade man bergsbestigare för att nå toppen och bygga en väg dit. Vägen blev klar år 1938 och fyren året efter.
Fyrlyktan, som skulle ha levererats från Danmark, konfiskerades av tyskarna så en ny fick beställas från Storbritannien. I juli 1942 kunde fyren tändas för första gången. Den branta vägen från piren används inte längre sedan det byggts en helikopterplatta intill fyren.
Fyren sänder ut vitt ljus med bokstaven N (━━ ━) i morsealfabetet var trettionde sekund. Den elektrifierades med solceller 1993.